# Восточная степная гадюка
Восто́чная степна́я гадю́ка, или степна́я гадю́ка, или гадю́ка Рена́ра, или рена́рова гадю́ка (лат. Vipera renardi), — вид ядовитых змей из семейства гадюковых. Ранее вместе с обитающей в Южной Европе западной степной гадюкой считалась подвидом единого вида Vipera ursinii. Редкий, нуждающийся в охране, вид. Змея ядовита, но её яд опасности для человека не представляет. Имеет большое научное значение.

## Описание
Небольшая змея, общая длина тела с хвостом достигает 63,5 см у самцов и 73,5 см у самок, при этом туловище, как правило, менее 60 см в длину. Хвост относительно короткий, у самцов несколько длиннее, чем у самок: 5—8 см (в 5,8—8,3 раза короче туловища) в длину у первых и 4—6 см (в 7,7—10 раз короче туловища) у вторых. Чешуйки имеют хорошо выраженное продольное срединное рёбрышко, вокруг середины туловища расположен обычно 21 ряд чешуек, хотя бывает и 19—20. Окраска бывает двух вариантов: криптическая (в большинстве случаев) и меланистическая. Обычно степные гадюки окрашены криптически: сверху буровато-серые с тёмно-коричневой или чёрной зигзагообразной полосой вдоль всей спины от головы до кончика хвоста. При этом серый и бурый цвета в окраске могут сочетаться в различных вариантах. Брюхо пёстрое или почти чёрное. Меланисты (особи чёрного цвета) встречаются гораздо реже. Так, например, на Кубани они составляют примерно пятую часть популяции, хотя в отдельных местах их количество может достигать почти половины (44 %).

## Ареал и места обитания
Восточная степная гадюка распространена в степной, лесостепной и полупустынной зонах Юго-Восточной Европы, севера Средней и северо-запада Центральной Азии от центра, востока и юга Украины (в том числе Крыма) на западе ареала до Алтая и Джунгарии на востоке и Волжско-Камского края на севере. Населяет степные районы Предкавказья, Большого Кавказа, Казахстана и Южной Сибири. Одна изолированная популяция водится в Закавказье. Обитает в равнинных и горных (в том числе долинных) полынных степях, на сухих и влажных лугах, остепнённых альпийских лугах, хорошо дренированных скалистых склонах, солончаковых полупустынях и закреплённых песках. Встречается на пастбищах, в то же время интенсивно возделываемых сельскохозяйственных угодий восточная степная гадюка избегает. Встречается на высотах до 1500 м над у. м.. Вид нередко бывает довольно обычным, но во многих районах распространён спорадично, локально, очагами.

## Образ жизни
Взрослые гадюки активны на территории Украины со второй половины февраля — марта до конца октября — начала декабря, в Азербайджане — с начала апреля до начала октября, в Узбекистане — с марта по октябрь. Укрывается в основном в норах грызунов, а также под камнями и трещинах почвы, там же и зимует. Питается весной мелкими грызунами (преимущественно полёвками) и ящерицами, летом и осенью почти исключительно прямокрылыми насекомыми (в том числе кузнечиками). Может поедать также паукообразных и мелких птиц. Может играть значительную роль в степных экосистемах.

## Размножение

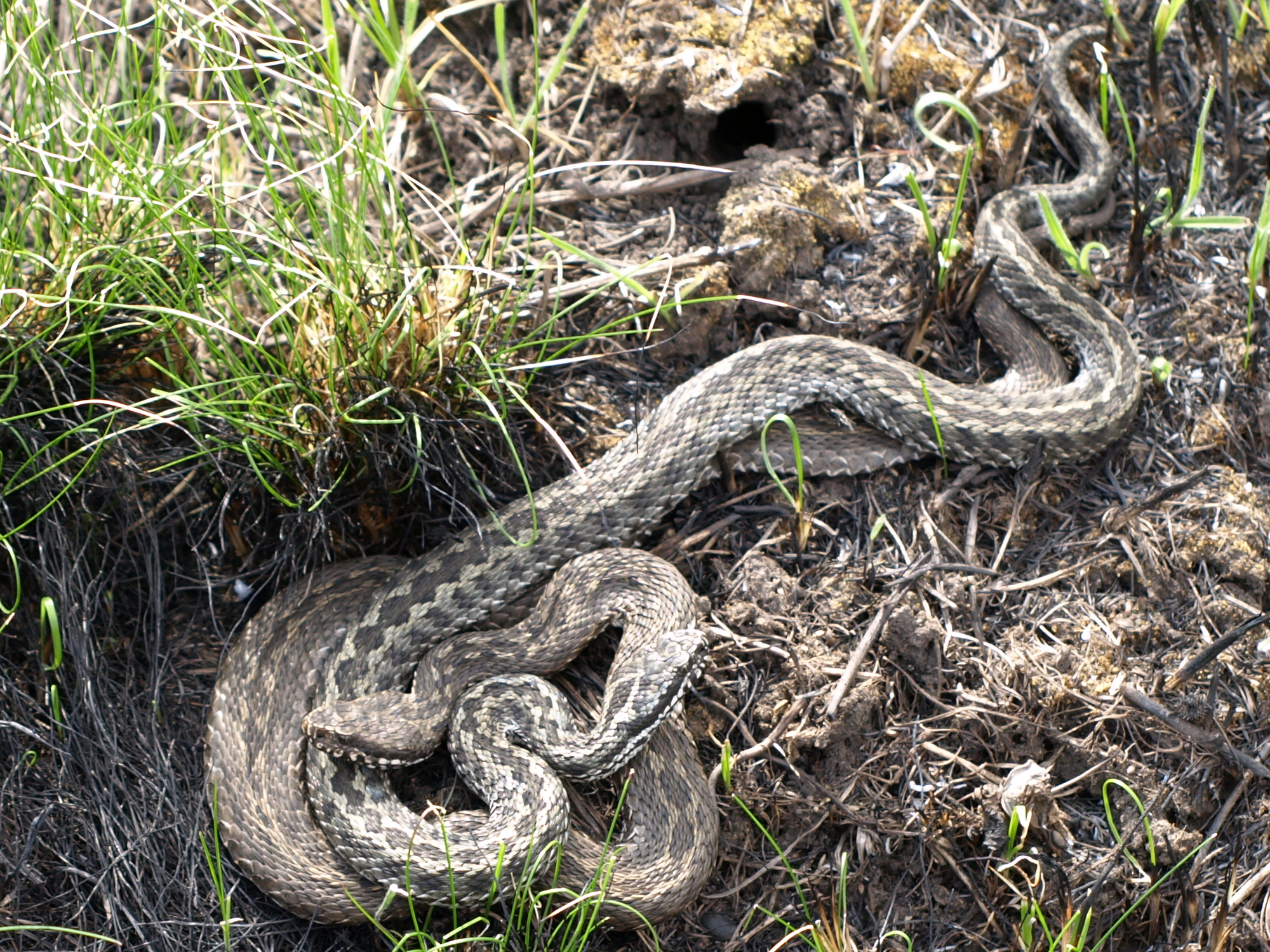
Спаривание восточных степных гадюк

Яйцеживородящий вид. Спаривание на западе ареала происходит в апреле—мае, в Узбекистане — марте—мае. Беременность самок длится до 3 месяцев. Молодые змейки в Восточной Европе появляются с середины июля до середины сентября, в Узбекистане — в августе—сентябре. Одна самка может родить за один раз от 1 до 31 детёныша.

## Таксономия
Вид описан в 1861 году Гуго Фёдоровичем Христофом по экземплярам из окрестностей немецкой колонии Сарепты, в настоящее относящейся к территории Красноармейского района Волгограда. Христоф назвал его Pelias renardi в честь своего друга и покровителя, Карла Ивановича Ренара, служившего тогда секретарём Московского общества испытателей природы. Тем не менее, до конца XIX в. натуралисты плохо отличали её от обыкновенной гадюки. До середины 1930-х гг. в научных работах её отмечали под названиями Vipera renardi или Coluber renardi. В последующие десятилетия её стали рассматривать как подвид Vipera ursinii, и лишь в конце 1990-х — начале 2000-х гг. начали высказываться мнения о её видовой самостоятельности. В 2001 г. Г. Нильсон и К. Андрен опубликовали статью, в которой провели ревизию комплекса Vipera ursinii и на основании морфологических, биохимических и иммунологических данных признали её отдельным видом, в котором выделили три подвида: номинативный подвид Vipera renardi renardi, тянь-шаньский подвид Vipera r. tienshanica Nilson & Andrén, 2001 и подвид Vipera r. parursinii Nilson & Andrén, 2001 из высокогорных популяций северного Синьцзяна.
В дальнейшем было описано несколько форм гадюк, которые разными исследователями считались отдельными видами, подвидами или синонимами восточной степной гадюки. К ним относятся Vipera altaica, Vipera ebneri, Vipera eriwanensis, Vipera lotievi и Vipera shemakhensis. По молекулярно-генетическим данным, V. altaica и V. lotievi попадают в кладу восточной степной гадюки.

### Подвиды

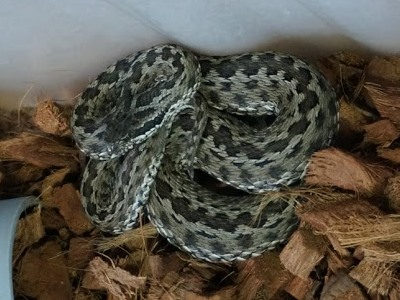
Степная гадюка Башкирова (Vipera renardi bashkirovi)

По данным Reptile Database на февраль 2024 г. признаётся 5 подвидов восточной степной гадюки:
- Vipera renardi renardi (Christoph, 1861) — номинативный подвид, распространён на большей части ареала вида, кроме востока Средней и Центральной Азии;
- Vipera renardi bashkirovi Garanin, Pavlov & Bakiev, 2004 — степная гадюка Башкирова[13], встречается в юго-западном Татарстане, в заказнике «Спасский» на Куйбышевском водохранилище, выделен в 2004 году, назван в честь Ивана Сергеевича Башкиро́ва, советского зоолога, обнаружившего степных гадюк на севере Нижнего Поволжья. Общая длина достигает 71 см, брюшных щитков 120—154, хвостовых — 22—35, в средней части туловища расположено 19—21 ряд чешуек;
- Vipera renardi parursinii Nilson & Andrén, 2001 — обитает в горных степях на северо-западе Китая в северном Синьцзяне;
- Vipera renardi puzanovi Kukushkin, 2009 — степная гадюка Пузанова[14], эндемик горного Крыма, где населяет северный макросклон до высоты 1100 м над у. м.[7]; выделен в 2009 году, назван в честь Ивана Ивановича Пузанова, советского зоолога, изучавшего фауну Крымского полуострова;
- Vipera renardi tienshanica Nilson & Andrén, 2001 — водится на Тянь-Шане (восток Средней Азии): на юго-востоке Казахстана (в том числе в Прибалхашье), востоке Узбекистана (в отрогах Западного Тянь-Шаня, на Кураминском хребте и в долинах рек Сырдарья и Чирчик), юге Кыргызстана и севере Таджикистана. Обитает в поймах рек и на берегах озёр, реже встречается в сухих степях в горах и предгорьях[10].

## Охрана
Восточная степная гадюка, как уязвимый вид, занесена в Красный список Международного союза охраны природы и природных ресурсов и Красную книгу Украины, внесена в Приложение I Бернской конвенции об охране дикой фауны и флоры и природных сред обитания и Приложение к Красной книге РФ «Аннотированный перечень таксонов и популяций, нуждающихся в особом внимании к их состоянию в природной среде». Кроме того, степная гадюка занесена во многие региональные Красные книги Украины и России: как редкий вид она занесена в Красную книгу Краснодарского края, как малочисленный вид с сокращающейся численностью — в Красную книгу Ростовской области.
Степная гадюка Пузанова занесена в Красную книгу Республики Крым как подвид с сокращающейся численностью и Приложение II Бернской конвенции, охраняется в Крымском и Опукском природных заповедниках (численность везде очень низкая), в Казантипском природном заповеднике и Тарханкутском национальном природном парке уже полностью исчезла. Подвид Vipera renardi tienshanica занесён в Красную книгу Узбекистана как уязвимый мозаично распространённый подвид с сокращающейся численностью (полвека назад, в 1970-х годах, плотность популяции составляла 10—12 особей/га, в настоящее время численность значительно сократилась). Охраняется в Угам-Чаткальском природном национальном парке и природоохранном хозяйстве «Сайхун». Степных гадюк этого подвида разводят в Ташкентском зоопарке и серпентарии Института зоологии АН РУз, где они неоднократно давали потомство.

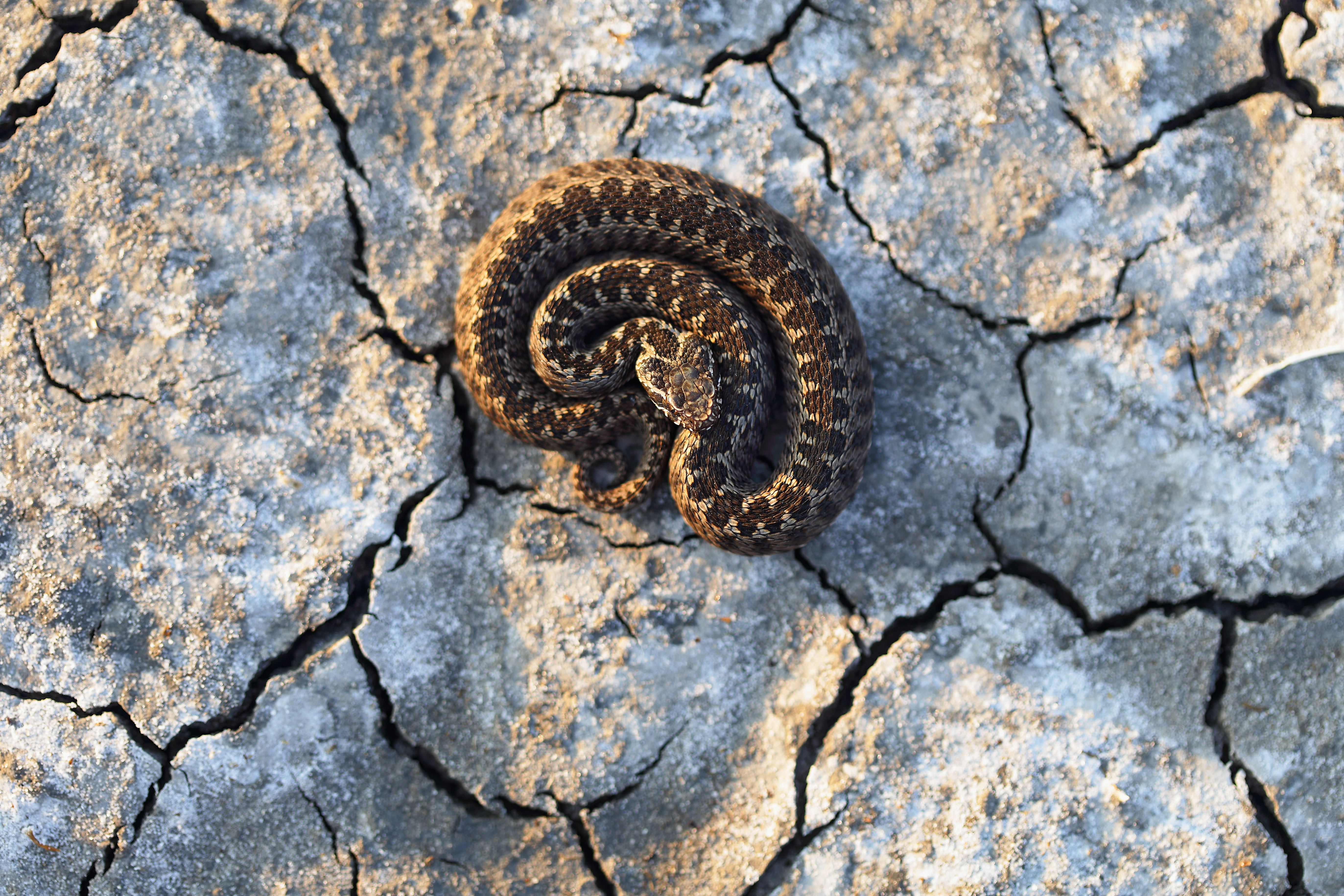
Восточная степная гадюка в окрестностях озера Солёный Лиман, Левобережное Приднепровье

Основную угрозу для вида представляет уничтожение мест обитания, распахивание целинных степей, интенсивное ведение сельского хозяйства (в том числе применение пестицидов), непосредственное истребление, нелегальный массовый вылов для содержания в серпентариях. В европейской части ареала из-за интенсивной распашки степей численность восточной степной гадюки быстро сокращается. Так, например, на юге левобережья Днепра в Днепропетровской, Херсонской и Запорожской областях она сохранилась только в узкой полосе обрывистого, поросшего кустарником берега между рекой и вспаханными землями. Во многих районах, например, на большей части правобережья Украины, она исчезла совсем. За последние 30 лет, с 1990 года, количество пригодных для обитания вида мест в пределах его ареала сократилось более чем на 30 % и продолжает сокращаться по всему ареалу, который становится всё более фрагментированным. В пределах Украины более или менее значительную численность восточная степная гадюка сохранила в основном только на охраняемых территориях: степных заповедниках Левобережья, острове Джарылгач (1—10 особей/га), Присивашье и Керченском полуострове (20—60 особей/га, иногда больше). Всего на территории Украины восточная степная гадюка охраняется в 9 природных заповедниках и национальных парках. Для сохраниения вида рекомендуется максимально включать места её обитания в заповедные территории.

## Хозяйственное значение
Восточная степная гадюка приносит пользу сельскому хозяйству, истребляя мышевидных грызунов и саранчовых. Яд этой змеи используется в медицине для получения ряда ценных лекарственных препаратов. Яд и сами змеи имеют большое коммерческое значение.
Для человека укус степной гадюки не смертелен. При укусе возникает опухоль, отёк конечностей, повышение температуры тела и общее болезненное недомогание, которое проходит через 1—3 дня.